# Demetrio Sodi Guergué
Demetrio Sodi Guergué Antuñana (Oaxaca, Oaxaca; 18 de octubre de 1866-Ciudad de México, 29 de octubre de 1934) fue un periodista, escritor, jurista y político mexicano. Se desempeñó como presidente de la Suprema Corte de Justicia de la Nación de 1908 a 1910 y como secretario de Justicia durante la presidencia de Porfirio Díaz de marzo a mayo de 1911. También fue el abogado defensor en el juicio de José de León Toral, asesino del presidente Álvaro Obregón.

## Primeros años
Demetrio Sodi Guergué Antuñana nació el 18 de octubre de 1866 en Oaxaca, capital del estado homónimo. Fue el primer hijo de Carlos Sodi Candiani y Dolores Guergué Antuñana y del Solar Campero. Por parte de su padre perteneció a la familia Sodi, cuyos miembros han destacado a largo de la historia mexicana en distintos ámbitos. Su madre falleció cuando él tenía seis años.
Estudió en el Instituto de Ciencias y Artes de Oaxaca en donde fue alumno de Félix Romero, quien llegaría años después a ser presidente de la Suprema Corte de Justicia de la Nación. En 1890 se graduó con un título en Derecho con su tesis titulada «Derecho diplomático». Tras de recibirse abrió su propio bufete.

## Vida política
Debido a las influencias ejercidas por ser conocido de Díaz y Romero, Sodi pronto accedió al puesto de promotor fiscal en un juzgado de distrito en Colima. Allí fundó la revista El Foro Colimense junto con otros leyes, que se encargó de la divulgación y artículos de opinión sobre temas de derecho. En 1894 fue asignado con el mismo cargo pero ahora como promotor fiscal de distrito con sede en Santo Domingo Tehuantepec. Al año siguiente se trasladó a la Ciudad de México debido a que fue designado como agente del Ministerio Público, encargado de los juzgados populares, tema en el que centró su libro publicado en el mismo año, El jurado en México.
A finales de 1906 Sodi fue designado como ministro de la Suprema Corte de Justicia de la Nación y dos años después fue nombrado presidente de dicha corte suprema, donde votó en algunas ocasiones en contra de los deseos de Porfirio Díaz. Desempeñó el cargo hasta 1910.
El 25 de marzo de 1911 Díaz lo nombró secretario de Justicia después de la renuncia de Fernando Mondoño. Durante su corta administración se concentró en investigar a través del Ministerio Público de la Federación el comportamiento por fallas y negligencias de servidores públicos. Duró en el cargo hasta el 25 de mayo del mismo año, fecha cuando Díaz se exilió del país. Fue el redactor de la carta con la que Díaz renunció como presidente. Cuando Francisco I. Madero asumió la presidencia le ofreció el cargo de secretario de Justicia, pero él se negó argumentando que lo más congruente sería rechazarlo por su pasado como funcionario porfirista.

## Últimos años y muerte
Después de su retiro de la política se dedicó como ejercer su profesión como abogado, así como escritor de temas juristas de gran importancia. Su defensoría más famosa fue en el juicio contra José de León Toral, acusado de perpetrar el asesinato de Álvaro Obregón y quien finalmente fue condenado a muerte cuando Sodi denunció en sus alegados violaciones del debido proceso y en unas audiencias sumidas en intervenciones y abucheos.
Asimismo, ocasionalmente ejercía como catedrático en la Escuela Nacional de Jurisprudencia y en la Escuela Libre de Derecho donde impartía clases de derecho penal, derecho civil y ética.
Murió en la Ciudad de México el 29 de octubre de 1934. Sus restos se encuentran en Panteón Civil de Dolores.

## Vida privada
En 1889 se casó con Carmen Pallares Portillo, hija de Jacinto Pallares López, quien fue amigo de Sodi. Con su esposa tuvo un total de doce hijos, de los cuales nueve sobrevivieron después de la infancia. Algunos de sus hijos que destacaron fueron: Demetrio (cardiólogo), María Elena (sufragista) y Ernesto (criminólogo).